# Kanton Saint-Gilles-Croix-de-Vie
Saint-Gilles-Croix-de-Vie is een voormalig kanton van het departement Vendée in Frankrijk. Het kanton maakte deel uit van het arrondissement Sables-d'Olonne. Het werd opgeheven bij decreet van 17 februari 2014 met uitwerking op 22 maart 2015.

## Gemeenten
Het kanton Saint-Gilles-Croix-de-Vie omvatte de volgende gemeenten:
- L'Aiguillon-sur-Vie
- Brem-sur-Mer
- Bretignolles-sur-Mer
- La Chaize-Giraud
- Coëx
- Commequiers
- Le Fenouiller
- Givrand
- Landevieille
- Notre-Dame-de-Riez
- Saint-Gilles-Croix-de-Vie (hoofdplaats)
- Saint-Hilaire-de-Riez
- Saint-Maixent-sur-Vie
- Saint-Révérend